# Список почесних консульств Білорусі
Нижче представлено список почесних консульств Білорусі станом на 2017 рік. Республіка Білорусь має дипломатичні стосунки із багатьма державами світу, але в більшості із них її представляє лише посольство. Тому в багатьох містах, де немає професійного дипломатичного чи консульського представництва, були відкриті почесні консульства, в яких працюють почесні консули, які не є професійними дипломатами і для яких обов'язки почесного консула зазвичай не є основним працевлаштуванням. Наразі Білорусь має 81 почесне консульство в 68 країнах світу.

## Європа
- Бельгія: Гент (Карел Ван Хооребеке)
- Болгарія: Бургас (Атанас Попов)
- Велика Британія: Кардіфф (Майкл Рай)
- Вірменія: Ґюмрі (Армен Саркісян)
- Греція: Салоніки (Борис Музенідіс)
- Ірландія: Віклов (Вінсент Патрік Пірс)
- Іспанія: Аліканте (Альфонсо Меса Хурадо)
- Італія: Кальярі (Джузеппе Карбоні)
- Італія: Неаполь (Вінченцо Трані)
- Італія: Реджо-нель-Емілія (Антоніо Соттіле)
- Італія: Турин (Фабріціо Комба)
- Італія: Флоренція (Марко Баччі)
- Кіпр: Нікосія (Дімосфеніс Хрісомілас)
- Литва: Клайпеда (Микола Логвін)
- Нідерланди: Амстердам (Йорн Антон Віллем Баусман)
- Нідерланди: Ейндговен (Хенрікус Адріанус Марія Кайкен)
- Нідерланди: Хогевен (Клаас Коопс)
- Німеччина: Гамбург (Рене Шредер)
- Німеччина: Котбус (Франк Коссік)
- Північна Македонія: Скоп'є (Борче Марковскі)
- Росія: Казань (Сергій Маруденко)
- Росія: Краснодар (Олег Неверкевич)
- Росія: Москва (Ігор Макаров)
- Росія: Мурманськ (Олександр Крупадеров)
- Росія: Тюмень (Володимир Шугля)
- Сербія: Белград (Драгомір Каріч)
- Сербія: Крагуєваць (Зоран Вуловіч)
- Сербія: Новий Сад (Драголюб Швоня)
- Словаччина: Трстена (Маріан Мурін)
- Словенія: Любляна (Янез Шкрабец)
- Україна: Львів (Ігор Дротяк)
- Україна: Харків (Дмитро Бугас)
- Франція: Бордо (Андрій Шевченко)
- Франція: Ліон (Жан Жак Рінк)
- Хорватія: Рієка (Відоє Вуїч)
- Швейцарія: Цюрих (Атанасіос Акратос)

## Азія
- Бангладеш: Дакка (Аніруддха Кумар Рой)
- Болівія: Ла-Пас (Наталі Бумюллер Торрес)
- Індія: Колката (Сітарам Шарма)
- Індонезія: Сурабая (Дармаван Утомо)
- Ірак: Ербіль (Хамад Фуад Маманд Хамад)
- Йорданія: Амман (Фаез Аль-Фаурі)
- Казахстан: Алмати (Даулет Турлиханов)
- Казахстан: Павлодар (Володимир Котельніков)
- Камбоджа: Пномпень (Хуот Сованн)
- Киргизстан: Кара-Балта (Канатбек Аліев)
- Лаос: В'єнтьян (ЮрійКербо)
- Ліван: Бейрут (Елі Раймонд Саркіс)
- Монголія: Улан-Батор (Лувсандандар Хангай)
- М'янма: Янгон (Аунг Мое Мінт)
- Непал: Катманду (Аджея Радж Сумаргі Параджулі)
- Оман: Маскат (Кайс Мохаммед Муса Аль-Юсеф)
- Південна Корея: Сеул (Юн Кьон Док)
- Сирія: Дамаск (тимчасово розміщується на території Лівану) (Ваель Абдул Кадер Баталь)
- Таїланд: Бангкок (Коранун Суконрітікорн)
- Туреччина: Адана (Мустафа Баїк)
- Туреччина: Аланія (Фатіх Акин)
- Туреччина: Анталія (Лачін Мірза)
- Туреччина: Бурса (Айбар Улуджа)
- Туреччина: Ізмір (Мурат Реха Йорганджіоглу)
- Філіппіни: Маніла (Анна Марія Аблан)
- Шрі-Ланка: Коломбо (Ентоні Джоел Ділхаран Селванаягам)
- Японія: Акіта (Масаміцу Сасакі)
- Японія: Асія (Тіхая Сінгу)
- Японія: Окаяма (Хідесі Куніхіро)

## Інші континенти
- Австралія: Перт (Воррен Джеймс Рейнолдс)
- Аргентина: Росаріо (Крістіан Нестор Десідері)
- Бразилія: Гоянія (Біттар Педро Даніел)
- Бразилія: Сан-Паулу (Григорій Гольдшлегер)
- Бразилія: Флоріанополіс (Мілтон Атаназіо Да Сілва)
- Гана: Аккра (Кобіна Аде-Кокер)
- Домініканська Республіка: Санто-Домінго (Хуан Барсело Салас)
- Марокко: Касабланка (Салахеддін Абулгал)
- Мексика: Мехіко (Микола Зайцев)
- Нігерія: Кадуна (Абба Муса Усман)
- Нікарагуа: Манагуа (Ноель Альберто Гайтан Авілес)
- Нова Зеландія: Веллінгтон (Стюарт Вільям Прайор)
- Судан: Хартум (Мухамед Исмаїл Мухамед Абд Ельсід)
- США: Норт-Порт (Михайло Моргуліс)
- США: Х'юстон (Віссер Геерт Корнеліс)
- Уругвай: Кармело (Себастьян Асіс Андреюк)